# Olav I de Dinamarca
Olav I (1050-1095), anomenat Olaf I Hunger en danès, va ser rei de Dinamarca del 1086 al 1095 succeint el seu germà Canut. El seu regnat es va veure immers en una greu crisi econòmica, amb grans períodes de fam (d'on prové el seu sobrenom) i per l'allunyament de la reforma gregoriana a l'església, en una línia oposada a la del seu germà, amb qui havia mantingut en vida una forta rivalitat. Olav era el tercer fill de Svend II de Dinamarca que pujava al tron. Casat amb Ingegard, una princesa noruega filla de Harald III de Noruega, que li donà només una filla, va ser succeït per un altre germà, Eric.
La seva mort es va produir en estranyes circumstàncies i es creu que es va suïcidar. És l'únic monarca de Dinamarca de qui no es coneix on està la tomba.